# 新米哈伊利夫卡 (別爾哥羅德-德涅斯特羅夫斯基區)
45°50′23″N 30°4′12″E / 45.83972°N 30.07000°E
新米哈伊利夫卡（烏克蘭語：Новомихайлівка）是位於烏克蘭西南部的村莊，由敖德萨州裡比爾霍羅德-德涅斯特羅夫斯基區的圖茲利市鎮負責管轄。該村始建於1926年，面積0.57平方公里，海拔高度7米，2001年人口106，人口密度每平方公里185.96人。